# Arnold Strongman Classic
Arnold Strongman Classic é uma competição de força incluída nas competições do Arnold Sports Festival, criada em 2002 para promover mais o atletismo de força (strongman). A competição ocorre entre março e abril de cada ano. 
Žydrūnas Savickas, da Lituânia, é o competidor que mais vezes ganhou o concurso.

## A competição
A competição é bastante parecida a do World's Strongest Man (em português:  o homem mais forte do mundo), mas a diferença deste, não se necessita de tanta velocidade e resistência, mas é necessária mais força.
A competição também é mais similar ao levantamento de peso básico e se usa mais o levantamento estático que no homem mais forte do mundo da International Federation of Strength Athletes (IFSA) ou da Met-Rx. Todavia estes últimos são os concursos de strongman mais reconhecidos.

## Campeões
Segue abaixo a lista dos campeões:
| Ano  | Campeão                 | Vice                    | 3º lugar                     | Local          |
| ---- | ----------------------- | ----------------------- | ---------------------------- | -------------- |
| 2022 | Martins Licis           | Oleksii Novikov         | Luke Stoltman Bobby Thompson | Columbus, Ohio |
| 2021 | Não realizado           | Não realizado           | Não realizado                | Não realizado  |
| 2020 | Hafþór Júlíus Björnsson | Mateusz Kieliszkowski   | Martins Licis                | Columbus, Ohio |
| 2019 | Hafþór Júlíus Björnsson | Martins Licis           | Mateusz Kieliszkowski        | Columbus, Ohio |
| 2018 | Hafþór Júlíus Björnsson | Brian Shaw              | Mikhail Shivlyakov           | Columbus, Ohio |
| 2017 | Brian Shaw              | Hafþór Júlíus Björnsson | Jerry Pritchett              | Columbus, Ohio |
| 2016 | Žydrūnas Savickas       | Brian Shaw              | Vytautas Lalas               | Columbus, Ohio |
| 2015 | Brian Shaw              | Žydrūnas Savickas       | Mateusz Kieliszkowski        | Columbus, Ohio |
| 2014 | Žydrūnas Savickas       | Brian Shaw              | Mike Burke                   | Columbus, Ohio |
| 2013 | Vytautas Lalas          | Brian Shaw              | Mikhail Koklyaev             | Columbus, Ohio |
| 2012 | Mike Jenkins            | Derek Poundstone        | Žydrūnas Savickas            | Columbus, Ohio |
| 2011 | Brian Shaw              | Mike Jenkins            | Žydrūnas Savickas            | Columbus, Ohio |
| 2010 | Derek Poundstone        | Žydrūnas Savickas       | Travis Ortmayer              | Columbus, Ohio |
| 2009 | Derek Poundstone        | Mikhail Koklyaev        | Travis Ortmayer              | Columbus, Ohio |
| 2008 | Žydrūnas Savickas       | Derek Poundstone        | Mikhail Koklyaev             | Columbus, Ohio |
| 2007 | Žydrūnas Savickas       | Vasyl Virastyuk         | Andrus Murumets              | Columbus, Ohio |
| 2006 | Žydrūnas Savickas       | Vasyl Virastyuk         | Mikhail Koklyaev             | Columbus, Ohio |
| 2005 | Žydrūnas Savickas       | Vasyl Virastyuk         | Glenn Ross                   | Columbus, Ohio |
| 2004 | Žydrūnas Savickas       | Svend Karlsen           | Raimonds Bergmanis           | Columbus, Ohio |
| 2003 | Žydrūnas Savickas       | Svend Karlsen           | Raimonds Bergmanis           | Columbus, Ohio |
| 2002 | Mark Henry              | Svend Karlsen           | Phil Pfister                 | Columbus, Ohio |

1. ↑  Em 2021 o ASC não foi realizado devido à pandemia COVID-19

## Eventos no Brasil
No Brasil, o Arnold Strongman Classic é transmitido pela Rede Globo, durante o programa Esporte Espetacular, e é chamado de "Força Bruta". O primeiro evento ocorreu em 2013.

### Força Bruta de 2013

#### Pontuação
A pontuação de cada desafio foi dividida da seguinte forma:
| Colocação | Pontuação |
| --------- | --------- |
| Primeiro  | 6 pontos  |
| Segundo   | 5 pontos  |
| Terceiro  | 4 pontos  |
| Quarto    | 3 pontos  |
| Quinto    | 2 pontos  |
| Sexto     | 1 ponto   |

#### Resultado das provas

##### Desafio 1: Levantamento de peso (380kg)
Nesta prova, os atletas precisavam levantar uma barra com 380 kg. Quem fizesse o maior número de repetições em 1m30s venceria a etapa.
| Posição | Atleta                | N. Repetições |
| ------- | --------------------- | ------------- |
| 1       | Brian Shaw            | 6 repetições  |
| 2       | Hafthor Bjornsson     | 5 repetições  |
| 3       | Krzysztof Radzikowski | 4 repetições  |
| 3       | Mark Felix            | 4 repetições  |
| 3       | Jerry Pritchett       | 4 repetições  |
| 6       | Mike Burke            | 2 repetições  |

- Fonte:Strongman.org[3]

##### Desafio 2: Carregar nas costas uma estrutura de 510kg por 12 metros
O segundo desafio era carregar nas costas uma estrutura de 510 kg por 12 metros. Dois atletas lado a lado disputavam uma “corrida” por vez.
| Posição | Atleta                | Tempo   | Obs                                                                      |
| ------- | --------------------- | ------- | ------------------------------------------------------------------------ |
| 1       | Brian Shaw            | 10 seg  |                                                                          |
| 2       | Krzysztof Radzikowski | 11 seg  |                                                                          |
| 3       | Hafthor Bjornsson     | 9 seg   | O atleta foi penalizado por arrastar o peso antes de terminar o percurso |
| 4       | Jerry Pritchett       | 17 seg  |                                                                          |
| 5       | Mike Burke            | 24 seg  |                                                                          |
| 6       | Mark Felix            | 1 metro | não terminou a prova                                                     |

- Fonte:Strongman.org[3]

##### Desafio 3: Levantar uma barra de 105kg, com apenas uma das mãos
Na prova decisiva, os atletas precisavam levantar uma barra de 105 kg, com apenas uma das mãos. Quem fizesse o maior número de repetições, esticando o braço sobre a cabeça durante 1m30s, vencia a terceira etapa.
| Posição | Atleta                | N. Repetições |
| ------- | --------------------- | ------------- |
| 1       | Hafthor Bjornsson     | 10 reps       |
| 2       | Krzysztof Radzikowski | 8 reps        |
| 3       | Mike Burke            | 7 reps        |
| 4       | Brian Shaw            | 6 reps        |
| 5       | Mark Felix            | 1 rep         |
| 6       | Jerry Pritchett       | 0 reps        |

- Fonte:Strongman.org[3]

##### Resultado final
| Posição | Atleta                | Pontuação | Observação                                                      |
| ------- | --------------------- | --------- | --------------------------------------------------------------- |
| 1       | Brian Shaw            | 15 pontos | Por ter vencido 2 dos 3 desafios, Shaw ficou em primeiro lugar. |
| 2       | Hafthor Bjornsson     | 15 pontos | Por ter vencido 2 dos 3 desafios, Shaw ficou em primeiro lugar. |
| 3       | Krzysztof Radzikowski | 13 pontos |                                                                 |
| 4       | Mike Burke            | 9 pontos  |                                                                 |
| 5       | Mark Felix            | 6 pontos  |                                                                 |
| 6       | Jerry Pritchett       | 5 pontos  |                                                                 |

### Força Bruta de 2014

#### Provas
O evento deste ano foi dividido nas seguintes categorias:
- Levantamento de cilindro acima da cabeça
- Levantamento de peso com pneus (360 kg)
- Pedra de Atlas - os atletas colocam seis esferas sobre plataformas, as pedras variam de 130 kg até 180 kg, subindo de 10 em 10 kg. Ganha quem fizer mais rápido.

#### Destaques do evento e vencedor
No Força Bruta de 2014 o lituano Zydrunas Savickas bateu o recorde mundial de levantamento de cilindro acima da cabeça, levantando 230 kg.
Além do recorde mundial, ele foi o grande vencedor deste ano, vencendo 2 das 3 provas.